# Quart de Poblet
Quart de Poblet település Spanyolországban, Valencia tartományban. Quart de Poblet Valencia, Aldaia, Manises, Mislata, Paterna, Riba-roja de Túria, Xirivella és Chiva községekkel határos. Lakosainak száma 26 304 fő (2024).

## Népesség
A település népessége az utóbbi években az alábbiak szerint változott:
| Lakosok száma | 25 739 | 25 638 | 25 340 | 25 499 | 25 292 | 24 944 | 24 491 | 24 760 | 25 167 | 26 304 |
|               | 2001   | 2004   | 2007   | 2009   | 2012   | 2014   | 2017   | 2019   | 2022   | 2024   |